# Blesewitz
Blesewitz er en by og kommune i det nordøstlige Tyskland, beliggende i Amt Anklam-Land i den centrale del af Landkreis Vorpommern-Greifswald. Landkreis Vorpommern-Greifswald ligger i delstaten Mecklenburg-Vorpommern.

## Geografi
Blesewitz er beliggende nord for Bundesstraße B 197 og syd for B 199. Byen Anklam ligger omkring syv kilometer nordøst for kommunen. I kommunen ligger ud over Blesewich, landsbyerne Neu Sanitz og Alt Sanitz.

## Eksterne kilder og henvisninger
- Wikimedia Commons har flere filer relateret til Blesewitz
- Byens side Arkiveret 12. februar 2017 hos  Wayback Machine på amtets websted
- Statistik Arkiveret 12. februar 2017 hos  Wayback Machine